# Ochlandra soderstromiana
Ochlandra soderstromiana là một loài thực vật có hoa trong họ Hòa thảo. Loài này được M.Kumar & Sequiera mô tả khoa học đầu tiên năm 1999.